# Bernardia chiangii
Bernardia chiangii är en törelväxtart som beskrevs av A.Cerv. och Flores Olv.. Bernardia chiangii ingår i släktet Bernardia och familjen törelväxter. Inga underarter finns listade i Catalogue of Life.